# Silvério Gomes Pimenta
Silvério Gomes Pimenta (Congonhas do Campo, 12 de janeiro de 1840 — Mariana, 30 de agosto de 1922) foi um professor, orador sacro, poeta, biógrafo, prelado e arcebispo de Mariana, foi o primeiro prelado eleito membro da Academia Brasileira de Letras, para a cadeira 19. Presidiu, em 1903, o Primeiro Sínodo da Diocese de Mariana.
Foi o primeiro arcebispo negro da história do Brasil.

## Sacerdócio

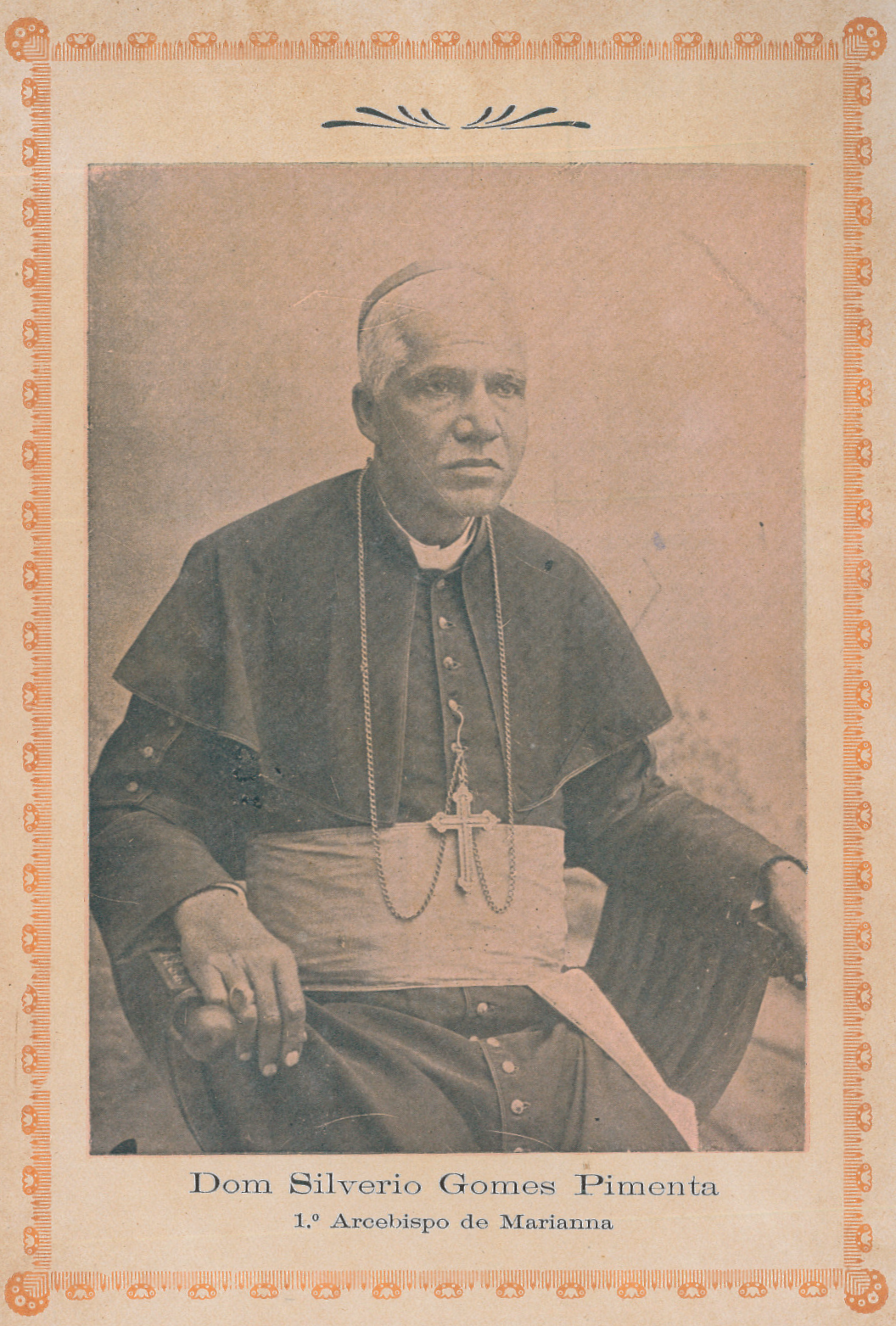
D. Silvério Gomes Pimenta, primeiro Arcebispo de Mariana

Sendo órfão de pai ainda cedo, Dom Silvério Gomes cedo teve de empregar-se como caixeiro para sustentar a mãe e quatro irmãos menores. Demonstrando desde cedo aptidão para o estudo, seu padrinho obteve para ele uma vaga no Colégio de Congonhas, dos padres lazaristas. Afilhado de crisma de D. Antônio Ferreira Viçoso, bispo de Mariana, este concedeu-lhe matrícula no Seminário da cidade. Ali entrou aos 14 anos. Dois anos depois já era professor de latim, cadeira que ocupou durante 28 anos. Além de latim, foi professor de Filosofia e História Universal, durante 12 anos. Foi ordenado diácono em 21 de abril de 1862 e padre aos 22 anos por seu padrinho, em 20 de julho.
Foi vigário-geral da Diocese, prestando grande serviço ao então bispo Dom Antônio Correia de Sá e Benevides. Em 1890 foi nomeado bispo-titular de Câmaco e auxiliar de Mariana. Consagrado em 31 de agosto de 1890, foi seu principal sagrante o bispo Dom Pedro Maria de Lacerda, e seus consagrantes o bispo Dom Antônio Cândido Alvarenga e o bispo Dom Joaquim José Vieira. Em 1897 foi nomeado bispo da Mariana e em 1903 presidiu o Primeiro Sínodo da Diocese de Mariana.
Em 1906, o Papa Pio X elevou a Diocese de Mariana à Arquidiocese, e por consequência, seu bispo a arcebispo. Em 1910 participou, em São Paulo, da redação da Pastoral Coletiva dos Arcebispos e Bispos das Províncias Eclesiásticas do Rio de Janeiro, Mariana, São Paulo, Cuiabá e Porto Alegre.

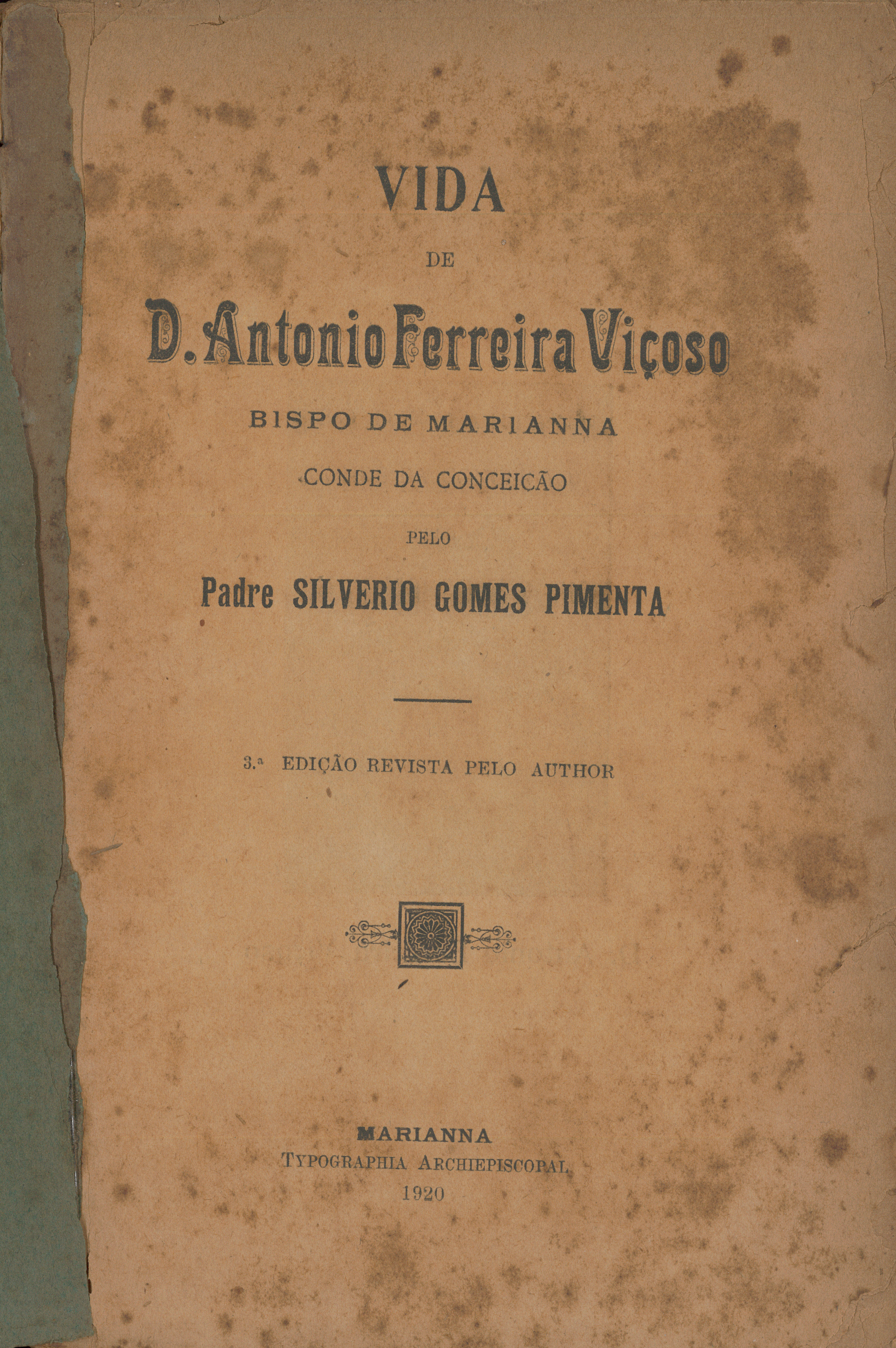
Capa da 3ª edição da Vida de D. Antônio Ferreira Viçoso escrita por D. Silvério

## Literatura
Quando nomeado bispo-titular de Câmaco, começou a produzir suas célebres cartas pastorais. A primeira pastoral traz a data de 24 de novembro de 1890 e a última é de 10 de fevereiro de 1922.
Conhecedor que era do latim, grego, hebraico, além das línguas vivas que usava correntemente, publicou poesias em latim. Sua obra maior é a Vida de D. Viçoso. Como jornalista, D. Silvério fundou e dirigiu, em Mariana, o Bom Ladrão, O Viçoso, O D. Viçoso e o D. Silvério, editados sob sua orientação e dirigidos pelos padres Severiano de Resende e João Luís Espeschit.

## Primeiro Sínodo da Diocese de Mariana
Dom Sivério Gomes Pimenta presidiu em 1903 o Primeiro Sínodo da Diocese de Mariana, que estabeleceu o primeiro código jurídico-eclesiástico específico para a Diocese de Mariana, em substituição às Constituições Primeiras do Arcebispado da Bahia (12 de junho de 1707), que até então haviam sido usadas como o máximo código jurídico-eclesiástico para o Brasil.

## Pastoral Coletiva dos Arcebispos e Bispos
De 25 de setembro a 10 de outubro de 1910, Dom Silvério participou, em São Paulo, da redação da Pastoral Coletiva dos Arcebispos e Bispos das Províncias Eclesiásticas do Rio de Janeiro, Mariana, São Paulo, Cuiabá e Porto Alegre, que definiu critérios de administração diocesana nas províncias eclesiásticas do Rio de Janeiro, Mariana, São Paulo, Cuiabá e Porto Alegre.

## Obras
- O papa e a revolução, sermões (1873)
- Peregrinação a Jerusalém (1897)
- D. Antônio Ferreira Viçoso, bispo de Mariana, conde da Conceição (1876)
- A prática da confissão, estudos de moral e dogma (1873)
- Cartas pastorais 1890-1922
- diversos sermões, orações, conferências, poesias latinas em periódicos.

## Academia Brasileira de Letras
Em 1919 foi eleito membro da Academia Brasileira de Letras, sendo recebido em 28 de maio de 1920 por Carlos de Laet. Ocupou a cadeira 19, que tem por patrono Joaquim Caetano da Silva, da qual foi o segundo imortal.